# 312-es busz
A 312-es busz egy zónázó járat, mely a Nógrád vármegyei Rétsági járás néhány települését (nevezetesen Nézsát és Keszeget) és a Pest vármegyei Váci járás két települését (Penc és Rád) köti össze Budapesttel. A járat célja ezen településekről (és a csatlakozó vonzáskörzetükből) munkanapokon csúcsidőben a Budapestre irányuló munkás és diákforgalom lebonyolítása. A járat Rád után felhajt a M2-es autóútra és végig Budapestig azon halad, így jelentős menetidőt megtakarítva, mintha a 2-es főúton haladna. A járat a 300-as jelzésű viszonylatcsaládhoz hasonlóan Budapesten az Újpest-Városkapuig közlekedik. Korábban a járat végállomása az Árpád hídi pályaudvar volt.  A legelső reggeli járat Budapestre nem Nézsáról, hanem Pencről indul. A járat a BB szakaszhatárig a Budapest Bérlettel igénybe vehető.

## Megállóhelyei
| 0                             | Budapest, Újpest-Városkapu (XIII. kerület) végállomás | 65 | 49                 | 104, 104A, 121, 122E, 196, 196A, 204 300, 302, 303, 305, 308, 309, 310, 313, 314, 315, 316, 318, 319, 320, 321, 872, 880, 882, 884, 889, 890, 893 1010, 1011, 1013, 1014 S72 Z72 S76 |
| 3                             | Budapest, Károlyi István utca                         | 62 | 46                 | 104, 104A, 196, 204 300, 301, 302, 303, 305, 306, 308, 309, 310, 311 |
| 5                             | Budapest, Zsilip utca                                 | 60 | 44                 | 104, 104A, 196, 204 300, 301, 302, 303, 305, 306, 308, 309, 310, 311 |
| 8                             | Budapest, Tungsram                                    | 57 | 41                 | 96, 104, 104A, 204 300, 301, 302, 303, 305, 306, 308, 309, 310, 311, 872, 880, 882, 884, 889, 890, 893                                                                               |
| 10                            | Budapest, Fóti út                                     | 55 | 39                 | 96, 104, 104A, 204 300, 301, 302, 303, 305, 306, 308, 309, 310, 311, 872, 880, 882, 884, 889, 890, 893                                                                               |
| 11                            | Budapest, Ungvári utca                                | 54 | 38                 | 104, 104A, 204 300, 301, 302, 303, 305, 306, 308, 309, 310, 311 |
| 12                            | Budapest, Bagaria utca                                | 53 | 37                 | 104, 104A, 204 300, 301, 302, 303, 305, 306, 308, 309, 310, 311 |
| Budapest közigazgatási határa |                                                       |    |                    | |
| 39                            | Rád, Nefelejcs utca                                   | 24 | 8                  | 334, 335, 336, 337, 338 |
| 40                            | Rád, eszpresszó                                       | 23 | 7                  | 334, 335, 336, 337, 338 |
| 41                            | Rád, Rákóczi utca 32.                                 | 22 | 6                  | 334, 335, 336, 337, 338 |
| 44                            | Penc, Rádi utca 11.                                   | 19 | 3                  | 334, 335, 336, 337, 338 |
| 45                            | Penc, községháza                                      | 18 | 2                  | 334, 335, 336, 337, 338 |
| 47                            | Penc, acsai elágazás vonalközi induló végállomás      | 16 | 0                  | 334, 335, 336, 337, 338 |
| 53                            | Keszeg, Kossuth utca 27.                              | 10 |                    | 334, 335, 336, 337 |
| 54                            | Keszeg, ősagárdi elágazás                             | 9  | 334, 335, 336, 337 | |
| 55                            | Keszeg, általános iskola                              | 8  | 334, 335, 336, 337 | |
| 59                            | Alsópetényi elágazás                                  | 4  | 334, 335, 336, 337 | |
| 62                            | Nézsa, Szondi utca 124.                               | 1  | 334, 335, 336, 337 | |
| 63                            | Nézsa, gyógyszertár végállomás                        | 0  | 334, 335, 337      | |